# Калькоя
Калькоя — река в России, протекает по территории Калевальского района Карелии. Устье реки находится в 6,5 км по левому берегу реки Норвы. Длина реки — 21 км, площадь водосборного бассейна — 54 км².
Высота истока (озеро Куляярви) — 158,3 м над уровнем моря, высота устья — 87,3 м над уровнем моря.

## Данные водного реестра
По данным государственного водного реестра России относится к Баренцево-Беломорскому бассейновому округу, водохозяйственный участок реки — Кемь от Юшкозерского гидроузла до Кривопорожского гидроузла. Речной бассейн реки — бассейны рек Кольского полуострова и Карелии, впадает в Белое море.
Код объекта в государственном водном реестре — 02020000912102000004461.